# Зыково (Алтайский край)
Зыково — село в Панкрушихинском районе Алтайского края России. Входит в состав Урываевского сельсовета.

## География
Расположено к северу от реки Бурлы, при автодороге 01Н-3203. Абсолютная высота — 169 метров над уровнем моря.

## История
Основано в 1675 году. В 1926 году в селе имелось 421 хозяйство и проживало 1862 человека (853 мужчины и 1009 женщин). В национальном составе населения того периода преобладали русские. Действовали школа I ступени, изба-читальня, народный дом и лавка общества потребителей. В административном отношении являлось центром Зыковского сельсовета Панкрушихинского района Каменского округа Сибирского края.

Краткая Летопись
1675 -  Основали эту деревню Алексей Иванович, Кирилл Евгеньевич, Филипп Евгеньевич, Пётр Романович и Веденей Фадееич Зыковы.
1859 - Зыкова (Ледянка), деревня заводская при безымянном озере. 71 двор, 196 жителей мужского, 202 женского пола.
Согласно памятной книжке Томской губернии за 1885 год деревня Зыковская (она же Ледянка) на речке Ледянке относилась к Бурлинской волости Барнаульского округа. В деревне 106 дворов. Волостное 			правление в селе Крутихинском.
1893 - д. Зыкова (она же Ледянка). Положение – при спруженной воде. Крестьянских дворов 128, некрестьянских 8, жителей 286 мужского пола, 311 женского пола. Земли 6406 десятин, 1400 саженей. Общественный хлебозапасный магазин, торговая лавка и питейное заведение.
По Памятной книжке Томской губернии на 1904 в деревне Зыково Александровской волости Барнаульского уезда 135 дворов, 432 жителя мужского пола, 381 женского пола. 6416 (663) десятин земли. Общественный хлебозапасный магазин, торговая лавка, школа грамоты и казенная винная лавка.
1911 - Александровская волость Барнаульского уезда Томской губернии. Деревня Зыкова при спруженной воде. 206 дворов , 491 житель мужского пола, 518 женского пола. Земли 8734 (1662) десятин. Училище М.Н.П.  Общественный хлебозапасный магазин, Артельный маслодельный завод. Четыре торговых лавки. Паровая  мельница.
1914 - Александровская волость Барнаульского уезда Томской губернии.4
1928 - село Зыково на речке Пруд - центр сельсовета 	в Панкрушихинском районе Каменского округа Сибирского края. Имеется лавка, школа, изб.-чит., нардом.  На момент переписи 1926 г. в селе было 853 			хозяйства, в том числе 853 мужчины и 1009 женщин (всего 1862 человека, преобладающая национальность русские).
Церкви в селе не было, Зыково относилось в разное время к приходам церквей сёл Панкрушиха и Велижанка (Велижанский лог, она же Пестери, образована в 1781 - той же Александровской волости.

## Население
| 1926 | 1997 | 1998 | 1999 | 2000 | 2001 |
| ---- | ---- | ---- | ---- | ---- | ---- |
| 1862 | ↘479 | ↗484 | ↘471 | ↗489 | ↘472 |
| 2002 | 2003 | 2004 | 2005 | 2006 | 2007 |
| ↘461 | ↘423 | ↘400 | ↘385 | ↘383 | ↘379 |
| 2008 | 2009 | 2010 | 2011 | 2012 | 2013 |
| ↘371 | ↗385 | ↘364 | ↘363 | ↗367 | ↘363 |

Национальный состав
Согласно результатам переписи 2002 года, в национальной структуре населения русские составляли 97 %.

Карта
https://yandex.ru/maps/?from=api-maps&ll=80.072594%2C53.825927&origin=jsapi_2_1_79&z=15